# Dick Pym
Richard Henry Pym, detto Dick (Exeter, 2 febbraio 1893 – Exeter, 16 settembre 1988), è stato un calciatore inglese di ruolo portiere.

## Carriera

### Club
Ha sempre giocato nel campionato inglese.

### Nazionale
Con la nazionale inglese ha debuttato nel 1925, collezionando 3 presenze.

## Palmarès

### Club

#### Competizioni nazionali
- Coppa d'Inghilterra: 3

Bolton: 1922-1923, 1925-1926, 1928-1929